# Agerjord
Agerjord (også kaldet agerland, agermark eller pløjeland) er den del af et landbrugsjord, som årlig eller med få års mellemrum behandles med jordbrugsredskaber og tilsås. Den adskiller sig altså fra naturlige eller vedvarende græsningsarealer, eng, skov, have og anden uopdyrket jord.
Agerlandet i Danmark udgjorde indtil ind i 1700-tallet en temmelig lille del af det egentlige landbrugsareal, men i 1914 var det ca. 90% landbrugsjorden, hvilket vil sige 2/3 af landets samlede areal. I løbet af perioden fra midten af 1700-tallet (udskiftningen) og til 1960'erne blev store strækninger forvandlet til agerland. De havde tidligere været udyrkede og blev i det store og hele brugt til græsning for husdyrene. De statistiske oplysninger viser, at agerlandet fra 1861 til 1912 blev forøget fra 2,04 til 2,06 millioner hektar, og man kan gå ud fra, at en langt større forøgelse havda fundet sted i de forudgående 100 år, men det savnes der talstørrelser for. I 2003 blev det dyrkede landbrugsareal i Danmark angivet til 2.653.000 hektar.
En lignende udvikling kan ses i andre lande, efterhånden som befolkningstallet stiger og indtil det tidspunkt, da det meste af den dyrkbare jord er taget under plov. En anden begrænsende faktor er forholdet mellem driftsomkostningerne og udbyttet af dyrkningen. Det karakteristiske ved agerjorden sammenlignet med andre dyrkningsformer er, at den almindeligvis giver det største bruttoudbytte, samtidig med at den kræver de største driftsomkostninger. Grundforbedringer, en regelmæssig bearbejdning, gødskning og et fornuftigt sædskifte tillader en frodigere udvikling af kulturplanterne og en mere flersidig udnyttelse af jordens evne til at frembringe planter, og det giver efterhånden også bedre betingelser for de mere krævende kulturplanter. Mens jordens udnyttelse som agerland på den ene side giver det største bruttoudbytte, afhænger nettoudbyttet på den anden side i høj grad både af jordens ydeevne (bonitet) og de klimatiske forhold samt af konjunkturerne og driftsomkostningerne.
Frugtbar jord og gunstige, klimatiske forhold giver et bedre afkast gennem et forøget udbytte sat i forhold til forbruget af arbejdskraft og kapital, mens mindre frugtbare jorde giver mindre afkast for driftsudgifterne under samme vilkår. Under særligt gunstige konjunkturer, især når der samtidig er gode priser på korn og animalske produkter, mærkes denne forskel mindre, men under mere vanskelige vilkår bliver de dårlige jorde ikke i stand til at give overskud i forhold til de anvendte udgifter, og man kan blive nødt til atter at udlægge en del af agerjorden til græs eller skov (braklægning). 
På agerbrugets tidlige udviklingstrin blev agerlandet mest brugt til dyrkning af de kulturplanter, der leverer brødkorn. Senere, når mere og mere areal tages under dyrkning, går man imidlertid over til også at anvende agermarken til afgrøder, hvis hovedformål er at tjene til husdyrenes ernæring, som kløver, græsser og andre foderplanter og rodfrugter. Efterhånden får de såkaldte handelsplanter og non-foodafgrøder også en øget betydning. Det er afgrøder, der leverer råmateriale til håndværk og industri, som f.eks. hør, hamp, raps, humle og sukkerroer.

## Ekstern henvisning
- Tal om landbruget 2003 – pjece fra Landbrugsraadet